# عبیدالله بن بختیشوع

نگارهٔ عبدالله پسر بختیشوع در کنار دانشجویش - قرن ۱۳

عبدالله پسر بختیشوع (۹۴۰-۱۰۵۸ میلادی) یک پزشک قرن یازدهم میلادی آشوری بود. او نواده‌ی بختیشوع بود و به‌زبان سریانی سخن می‌گفت.